# Kenny Scharf
Kenny Scharf (Hollywood, 1958) is een Amerikaanse kunstschilder, graficus en beeldhouwer. Hij werd in de jaren 80 internationaal bekend met grote cartoonachtige schilderijen in de stijl van de graffiti. 

## Leven en werk
Scharf studeerde in 1980 af aan de School of Visual Arts in New York in 1980. Lange tijd woonde hij in Brooklyn. Heden woont hij weer in Californië. Hij is een leeftijdsgenoot van Keith Haring. Zij werkten samen in hun appartement aan Times Square en hij figureert in de documentaire The Universe of Keith Haring uit 2008.
In de jaren 80 speelde hij een rol van betekenis in de kunstwereld van East Village, waar hij verkeerde in de vriendenkring van Andy Warhol en deelnam aan tentoonstellingen in de Fun gallery in 1981 en bij Tony Shafrazi in 1984. In 1985 nam hij deel aan de Whitney Biënniale in New York. Hij maakt toegankelijk, non-elitair werk met een grote fun-factor. Een van zijn favoriete kunstenaars is Jackson Pollock.
De vormentaal voor zijn werk is ontleend aan de strips uit zijn jeugd en de populaire tekenfilms die hij zag, zoals The Flintstones en The Jetsons. Hij werkt zijn ontwerpen uit als collages, grafiek (etsen, lithografie, zeefdruk), schilderijen, muurschilderingen en beelden. 
Ook maakt hij installaties in kleine ruimtes (closets) met fluorescerende verf en blacklight. Daarnaast maakt hij assemblages van rommel die hij vindt op het strand bij zijn atelier in Brazilië. Hij beschildert gebruiksvoorwerpen met kleurrijke patronen en ontwerpt decoratieve serieproducten zoals kleden, horloges, surfboards, T-shirts en truien. 
In een vraaggesprek uit 2011 met de kunstcriticus Judd Tully vertelt Scharf over de achtergronden en ontstaanswijze van zijn schilderijen. Deze worden opgebouwd in drie lagen: een ondergrond in acrylverf, een bewerking met spuitbussen en de uitwerking van de details in olieverf. Aan een groot doek werkt hij ongeveer drie weken. Hij maakt geen voorontwerpen maar improviseert en laat zich leiden door zijn bewondering voor de natuur; al zijn werk reflecteert ook actuele thematiek zoals milieurampen en atoomgevaar. De gelaatsexpressie van zijn figuren gebruikt hij als middel bij uitstek om een scala van emoties uit te drukken.

## Werken (selectie)
tentoonstellingen
Hij nam deel aan talloze museumtentoonstellingen in binnen en buitenland.
- Reference, Palais des Beaux Arts de Charleroi, België, 1983
- Kenny Scharf, Galerie Beaubourg, Parijs, 1990

muurschilderingen
- New York: Bowery, 2010
- New York: Naturablingadera, East Hampton, 2013
- Miami: Wynwood Walls, 2011
- Hollywood, 2011

projecten
- cover-art: The B-52's: Bouncing off the Satellites, 1986
- decorontwerp: de Tunnel nightclub, New York, 1995
- tekenfilm: The Groovenians, 2002

documentaires
- bijrol in The Nomi Song over de zanger Klaus Nomi, 2004
- bijrol in The Universe of Keith Haring, 2008